# Witchfinder General (band)
 For alternative betydninger, se Witchfinder General. (Se også artikler, som begynder med Witchfinder General)
Witchfinder General er et engelsk doom metal/NWOBHM-band dannet i 1979. Bandet gik i opløsning i 1984, men blev gendannet i 2006.

## Medlemmer
- Gary Martin – vokal
- Phil Cope – guitar, bas
- Rod "Corks/Hawk Eye" Hawks – bas
- Derm the Germ – trommer

### Tidligere medlemmer
- Zeeb Parkes – vokal (1979-1984)
- Johnny Fisher – bas (1979-1980)
- Kevin "Toss" McCready – bas (1981-1982)
- Steve "Kid Nimble/Kid Rimple" Kinsell – trommer (1979-1982)
- Graham Ditchfield – trommer (1982-1983)

## Diskografi

### Studiealbum
- 1982: Death Penalty
- 1983: Friends Of Hell
- 2008: Resurrected

### Livealbum
- 2006: Live '83

### Opsamlingsalbum
- 2007: Buried Amongst the Ruins

### Singler
- 1981: "Burning a Sinner"
- 1982: "Soviet Invasion"
- 1983: "Music"

## Fodnoter
1. ↑  Witchfinder General på Encyclopaedia Metallum